# Ctenopelma boreoalpinum
Ctenopelma boreoalpinum är en stekelart som beskrevs av Heinrich 1949. Ctenopelma boreoalpinum ingår i släktet Ctenopelma och familjen brokparasitsteklar. Inga underarter finns listade i Catalogue of Life.